# Tanycarpa punctata
Tanycarpa punctata är en stekelart som beskrevs av Van Achterberg 1976. Tanycarpa punctata ingår i släktet Tanycarpa och familjen bracksteklar. Inga underarter finns listade i Catalogue of Life.